# Jak znikający punkt
Jak znikający punkt – utwór z repertuaru zespołu Skaldowie, skomponowany przez Andrzeja Zielińskiego do tekstu Leszka Aleksandra Moczulskiego, w 1973 roku. Pierwszego nagrania utworu zespół dokonał w lutym 1974 roku, w studiu Polskiego Radia w Warszawie. Z tego samego okresu zachowało się także nagranie koncertowe kompozycji, zarejestrowane podczas koncertu w niemieckiej Kolonii, które zostało wydane w 2012 roku na płycie "Live in Germany" (KAMCD 24). Zespół ponownie nagrał utwór podczas sesji nagraniowej do albumu "Stworzenia świata część druga", w lipcu 1976 roku. W międzyczasie zarejestrowano również wersję kompozycji z niemieckim tekstem w studiu berlińskiego radia (NRD).
Wiersz Moczulskiego jest impresją autora po obejrzeniu amerykańskiego filmu "Znikający punkt", stąd też wywodzi się tytuł utworu. Kompozycję rozpoczyna utrzymany w tonacji h-moll ostinatowy riff gitary basowej, który stanowi podstawę konstrukcyjną i przewija się niemal na każdym odcinku kompozycji. Partii basowej towarzyszy delikatny akompaniament perkusji, o jazzującym rodowodzie, a w nagraniu płytowym również odgłosy instrumentów perkusyjnych, na których gościnnie zagrał Józef Gawrych. Na tym tle, w piątym takcie utworu pojawia się trzygłosowa, wznosząca wokaliza, w której wokaliści stopniowo przechodzą z naturalnego rejestru głosu w falset. Następnie pojawia się zwrotka, śpiewana przez Andrzeja Zielińskiego (miejscami unisono z Jackiem Zielińskim), w której partia wokalna zestawiona jest ze wstawkami skrzypiec i kolorystycznymi efektami, generowanymi przez kompozytora na organach Hammonda. Krótka reminiscencja początkowej wokalizy, zestawiona z narastającą dynamiką i natężonym przejściem perkusyjnym doprowadza do refrenu, w którym wspólnej partii wokalnej braci Zielińskich (początkowo unisono, później w kwintach), towarzyszy ciężki, hardrockowy akompaniament prowadzony wspólnie przez gitary i organy, na którego tle pojawiają się rockowe zagrywki skrzypiec. Wraz z zakończeniem refrenu powraca basowe ostinato, które staje się tłem dla długiej improwizacji Jacka Zielińskiego na trąbce, nawiązującej brzmieniowo do progresywnych dokonań Milesa Davisa. Solo trąbki ubarwione zostało zastosowaniem dużego pogłosu i efektu echa. Improwizację konkluduje pasażowy motyw organów Hammonda, który doprowadza do repryzy trzygłosowego motywu, poprzedzającego kolejne powtórzenie refrenu. W wersji radiowej utworu powtórzona została również zwrotka. Zakończenie utworu stanowi coraz bardziej wyciszający się basowy riff, któremu towarzyszą narastające, wznoszące się w górne rejestry efekty skrzypiec i organów Hammonda, aż do zaniknięcia.
Utwór z racji swobodnej konstrukcji formalnej w swoich różnych wersjach przekraczał płytowy czas trwania. Długość nagrania radiowego wynosi ponad 9 minut, natomiast na koncertach Skaldowie rozbudowywali kompozycję do kilkunastu minut, głównie za sprawą wydłużenia partii improwizowanych. W repertuarze koncertowym zespołu utwór znajdował się od momentu powstania do końca lat siedemdziesiątych. Po latach Skaldowie przypomnieli go słuchaczom na koncertach z okazji 45-lecia zespołu, 26.09.2010 roku na Rynku w Krakowie, oraz 22.05.2016 w warszawskim klubie Progresja.

## Muzycy, biorący udział w nagraniu[3]
- Andrzej Zieliński – organy Hammonda, śpiew solo;
- Jacek Zieliński – trąbka, skrzypce elektryczne, śpiew;
- Konrad Ratyński – gitara basowa, śpiew;
- Jerzy Tarsiński – gitara;
- Jan Budziaszek – perkusja;
- Józef Gawrych (gościnnie) – kongi, instrumenty perkusyjne (tylko w nagraniu płytowym);